# Þá veistu svarið
Þá veistu svarið (tradução portuguesa: "Então saberás a resposta") foi a canção que representou a televisão pública islandesa no Festival Eurovisão da Canção 1993 que teve lugar em Millstreet , na Irlanda. Foi interpretada em islandês por  Inga. Foi a nona canção a ser interpretada na noite do festival, a seguir à canção maltesa This Time, interpretada por William Mangion e antes da canção austríaca Maria Magdalena, interpretada por Tony Vegas. Terminou a competição em 13.º lugar, tendo recebido um total de 42 pontos. No ano seguinte, em 1994, a Islândia fez-se representar com a canção "Nætur", interpretada por Sigga.

## Autores
A canção tinha letra de Friðrik Sturluson, música e orquestração de Jon Kjell Seljeseth.

## Letra
A canção é uma balada dramática, com Inga dizendo a um namorado aparentemente antigo que vem ter com ela, "então saberás a resposta" Ela parece preparada a esperar algum tempo até isso acontecer.

## Versões
Inga gravou uma versão em inglês intitulada "Midnight dancer".